# ウィリアム・ヘンリー (グロスター＝エディンバラ公)
グロスター＝エディンバラ公ウィリアム・ヘンリー王子（Prince William Henry, Duke of Gloucester and Edinburgh, 1743年11月25日 - 1805年8月25日）は、イギリスの王族である。

## 略歴
プリンス・オブ・ウェールズ、フレデリック・ルイスと妃オーガスタ・オブ・サクス＝ゴータの三男として、ロンドンで生まれた。陸軍軍人となり、1762年にガーター勲章、1764年には兄ジョージ3世よりグロスター＝エディンバラ公位を授かった。1766年、秘密裡に7歳年上のマリア・ウォルポール（イギリス宰相ロバート・ウォルポールの庶系の孫。当時ウォルドグレイヴ伯未亡人）と結婚した。王族と、王族でない庶系の女性（しかも未亡人）との結婚であったことから、周囲に伏せたものである。この行いが、『王族は結婚の際に国王の同意を必要とする』旨を記載した1772年の王室結婚令をジョージ3世が発令させるきっかけとなった。
ウィリアム・ヘンリーはマリアとの間に3子をもうけた。
- ソフィア（1773年 - 1844年）
- キャロライン（1774年 - 1775年） - 生後9ヶ月で天然痘のため夭折
- ウィリアム・フレデリック（1776年 - 1834年） - グロスター＝エディンバラ公

また、アルメリア・カーペンターとの間に庶子ルイーザをもうけた。
ウィリアム・ヘンリーは1793年に元帥となった。また、1771年から1805年にかけてダブリン大学学長を務めた。1766年にはフリーメイソンに加入した。